# Живим на ивици
Живим на ивици је други студијски албум српске поп певачице и књижевнице Дуње Илић, издат 2011. године за Сити Рекордс. Велики број песама је имао музичке спотове, а текстове је писала сама певачица. Пратеће вокале певала је Ивана Селаков. На албуму су као аранжери радили Атеље траг и Срђан Чолић. Песма Нисам лака мацо је обрада песме украјинске певачице Светлане Лободе, док је песму Не стиже ме кајање компоновао Флори Мумајеси. Остале песме су компоновали сама певачица и Горан Петровић. Песма Шефица подземља је постала највећи хит певачице и донела јој велику популарност.

## Списак песама
| №   | Назив                    | Трајање |  |
| 1.  | Живим на ивици           | 4:44    |  |
| 2.  | У даху                   | 3:51    |  |
| 3.  | Навикла на поразе        | 3:54    |  |
| 4.  | Еуфорија                 | 4:29    |  |
| 5.  | Погледај још једном      | 4:44    |  |
| 6.  | Зла луда кучка           | 3:31    |  |
| 7.  | Срце мекше од кашмира    | 3:47    |  |
| 8.  | Не стиже ме кајање       | 3:31    |  |
| 9.  | Нисам на време признала  | 3:50    |  |
| 10. | Шефица подземља          | 4:04    |  |
| 11. | Нисам лака мацо          | 2:58    |  |
| 12. | Некад љубав није довољна | 3:33    |  |